# Kostas Katsouranis
Kostas Katsouranis (grekiska: Κωνσταντίνος „Κώστας“ Κατσουράνης), född 21 juni 1979 i Patras, är en grekisk före detta fotbollsspelare (mittfältare).

## Klubbkarriär

### Panachaiki
Katsouranis var bara 17 år när han debuterade för Panachaiki, där han spelade i sex år. Först säsongen 1998/1999 blev han mer eller mindre ordinarie i startelvan. Under sin tid i Panachaiki hjälpte han laget nå Greklands högstadivision Superligan, och spelade en mycket stor roll när laget försökte undvika nedflyttning.
När Katsouranis kontrakt gick ut bestämde han sig för att han var redo för en större klubb. Han började förhandla med Panathinaikos, men deras manager Fernando Santos värvade istället Carlos Chaínho, en spelare han kände sedan sin tid i Porto, vilket resulterade i att övergången med Katsouranis aldrig genomfördes.
Olympiakos ville sedan värva Katsouranis. Parterna verkade vara överens tills Olympiakos vice-president Giorgos Louvaris bad Katsouranis att vänta tills presidenten Sokratis Kokkalis hade kommit hem från en affärsresa. Då såg AEK Atens president sin möjlighet och övertalade Katsouranis att skriva på ett treårskontrakt med AEK.

### AEK Aten
I sin debut som inhoppare för AEK Aten visade Katsouranis stora kvalitéer, vilket gjorde honom till en viktig tillgång. Han fortsatte att imponera och det dröjde inte länge innan han blev ordinarie i AEK Atens mittfält. Säsongen 2004/2005 skulle visa sig bli Katsouranis bästa säsong i klubben, då han gjorde 10 mål på 28 matcher från sin defensiva mittfältsposition. AEK Aten lyckades komma 3:a i en serie där de flesta inför säsongen trodde på en mittenplacering. Werder Bremen visade stort intresse för Katsouranis som dock tackade nej efter samråd med presidenten Demis Nikolaidis.
Säsongen 2005/2006 slutade AEK Aten 2:a i ligan vilket ledde till en plats i Champions League. I slutet av säsongen fick AEK Atens manager Fernando Santos sparken och Katsouranis ville lämna för en större klubb. Fernando Santos tog över Benfica och var inte sen med att ta med sig Katsouranis för ungefär 2 miljoner euro.

### Benfica
22 juni 2006 skrev Katsouranis på ett fyraårskontrakt med Benfica och förenades då med sin manager i AEK Aten Fernando Santos samt sin landsman Giorgios Karagounis. I sin första portugisiska derby mot Porto nickade han in en hörna, det andra målet som han gjorde på bara några matcher. Katsouranis blev snabbt en nyckelspelare för Benfica, där han gjorde några viktiga mål och även var lagkapten vid enstaka tillfällen. Första året i Benfica blev väldigt lyckat med 29 matcher och sex mål.
Trots intresse från Valencia, Werder Bremen, Tottenham och Juventus vägrade Benfica sälja, trots att Juventus var villiga att byta bort Tiago Mendes för att få Katsouranis till Italien. I stället för att byta klubb förlängde Katsouranis sitt kontrakt med Benfica ytterligare två år den 14 september 2007.
2 mars 2009 blev Katsouranis utnämnd till ”Årets spelare i Benfica”.

### Panathinaikos
Katsouranis skrev på ett fyraårskontrakt med Panathinaikos 1 juli 2009. Han gjorde sitt första mål för klubben mot Sparta Prag i Champions League. Han gjorde sitt första ligamål mot Skoda Xanthi i andra omgången säsongen 2009/2010. Katsouranis målskytte var en viktig del för Panathinaikos under hösten då han gjorde åtta mål under första halvan på säsongen.

## Landslaget
Katsouranis gjorde debut för Grekland 20 augusti 2003 i en match mot Sverige och gjorde sitt första mål mot Kazakstan i kvalet till VM 2006. Katsouranis var en av nyckelspelarna i Greklands sensationella guld i EM 2004, när de vann finalen mot Portugal på hans egen hemmaplan Benficas Estádio da Luz.
EM 2008 spelade Katsouranis när Grekland fick åka hem utan att ha tagit någon poäng. Katsouranis har varit lagkapten för Grekland vid några tillfällen och blev utsedd till lagkapten under kvalet till VM 2010. Väl där ledde Katsouranis Grekland till dess första vinst i VM-historien efter 2-1 mot Nigeria.

## Meriter
Benfica
- Portugisiska Ligacupen: 2009

Panathinaikos
- Grekiska Superligan: 2010
- Grekiska cupen: 2010

Grekland
- EM-Guld: 2004

Individuellt
- Årets spelare i Grekland: 2005
- Årets spelare i Benfica: 2009